# نهى صبحي
نهى صبحي هي كاتبة سيناريو، ومسرحية وقاصة مصرية ولدت في، وحصلت على بكالوريوس نظم المعلومات الإدارية

## سيرتها
كتبت نهى صبحي عددًا من المسرحيات التي شارك بعضها في عدة مهرجانات مسرحية مثل مهرجان مسرح رومانس، ومهرجان عمان الكوميدي، ومسابقة الفجيرة للمسرح، ومهرجان الرستاق العربي للمسرح الكوميدي، وفازت بالعديد من الجوائز، كما نُشرت بعض أعمالها الأدبية في عدد من الصحف والمجلات المصرية والعربية مثل جريدة اليوم السابع، وكتبت السيناريو لعدد من الأغاني المصورة بطريقة الفيديو كليب لبعض المطربين المصريين والعرب مثل علي الحجار، وأمينة، وجواهر.

## مؤلفاتها
ألّفت نهى صبحي العديد من المؤلفات التي تنوعت ما بين المجموعات القصصية، والنصوص المسرحية، ومنها:
- مرة واحد عاش (مسرحية): عُرضت في أغسطس 2019 على مسرح رومانس ضمن فعاليات مهرجان مسرح رومانس، وأخرجها على المسرح المخرج المسرحي طارق السباعي، فازت بجائزة المركز الأول في مهرجان مسرح رومانس عام 2019.[4]
- العودة إلى الشرنقة (مسرحية): وصلت إلى القائمة القصيرة لمسابقة مهرجان أبي القاسم الشابي للمسرح بتونس، وحظيت بإشادة لجنة تحكيم المسابقة.
- النسخة التجربة إنسان (مسرحية)
- رقصة الجنازة (مسرحية)
- عدسة مكبرة (مسرحية)
- أنا اللي قتلت الفار (مسرحية): شاركت بمهرجان عمان الكوميدي.
- أصفاد الروح (مجموعة قصصية): صدرت عام 2019 عن دار روافد للنشر والتوزيع بالقاهرة، وفازت بجائزة الإبداع الأدبي بمعرض القاهرة الدولي للكتاب عام 2020.[5][6]
- الخيالة... بين صهوة الخيل وصهيله (مجموعة قصصية): صدرت عام 2020 عن دار روافد للنشر والتوزيع بالقاهرة، وتتضمن 16 قصة قصيرة من بينها قصة «القدم الأملس»، .[7][8]

## جوائز
حظيت نهى صبحي بتكريم العديد من الجهات المحلية والدولية، وحصلت على عدد من الجوائز من أهمها:
- جائزة المركز الأول بمهرجان مسرح رومانس عام 2019، عن مسرحيتها «مرة واحد عاش».
- جائزة الإبداع الأدبي ضمن جوائز معرض القاهرة الدولي للكتاب لعام 2020 عن مجموعتها القصصية «أصفاد الروح».[9]
- وصلت مسرحيتها «العودة إلى الشرنقة» إلى القائمة القصيرة لمسابقة أبى القاسم الشابى في تونس عام 2020.